# دریاچه بطلمیوس
دریاچه بطلمیوس دریاچه‌ای قدیمی در سودان است. این دریاچه در دوران هولوسن در منطقه دارفور، در زمانی که باد موسمی بر فراز آفریقا قوی‌تر بود، تشکیل شد. قدمت این دریاچه به حدود ۹۱۰۰ تا ۲۴۰۰ سال پیش از میلاد مسیح برمی‌گردد. این دریاچه می‌توانست به مساحت ۳۰٬۷۵۰ کیلومتر مربع (۱۱٬۸۷۰ مایل مربع) بزرگتر از دریاچه ایری امروزی برسد. اگرچه تخمین‌ها در مورد اندازه آن متفاوت است و ممکن است بسیار کوچکتر بوده باشد. خطوط ساحلی در برخی نقاط، تا جایی که قابل تشخیص هستند، مناظر ساحلی و نیزارها را نشان می‌دهند. دریاچه بطلمیوس، دریاچه آب شیرین بود که توسط آب‌های زیرزمینی و رواناب سطحی کوه‌های مجاور تجدید می‌شد و ممکن است خود منبع سیستم سفره آب زیرزمینی ماسه‌سنگی نوبیان بوده باشد. این دریاچه دارای اکوسیستم متنوع با تعدادی از گونه‌ها بود و احتمالاً گسترش گونه‌ها بین نیل و دریاچه چاد را تسهیل می‌کرد.

## نام و سابقه پژوهشی
رسوبات این دریاچه برای اولین بار در سال‌های ۱۹۸۵–۱۹۸۶ شناسایی شدند، اما «باتلاق‌های چلونید» یا «باتلاق لاک‌پشت» بطلمیوس تقریباً به‌طور قطع به دریاچه اشاره دارد.  همچنین به عنوان «دریاچه نوبیان غربی»،  «دریاچه پالئوبیای غربی نوبیان» و «مگادریاچه دارفور شمالی» شناخته می‌شود.  «مجمع‌الجزایر دریاچه بطلمیوس» به تپه‌های شنی اشاره دارد که به صورت دوره‌ای در امتداد سواحل شرقی زیر آب می‌رفتند و مجمع‌الجزایرهایی را تشکیل می‌دادند.  نام این دریاچه برای اولین بار در نقشه‌ای مربوط به سال ۱۸۵۸ ذکر شده است، اما وجود آن تنها در سال‌های ۱۹۸۰ تا ۱۹۸۲ آشکار شد. 

## ژئومورفولوژی

### زمینه
در طول هولوسن اولیه و میانی، دریاچه‌های بزرگی مانند دریاچه چاد و دریاچه بطلمیوس در صحرای بزرگ آفریقا توسعه یافتند  و سیستم‌های رودخانه‌ای مانند وادی هور جریان داشتند، اگرچه مشخص نیست که آیا آنها از میان یک چشم‌انداز بیابانی عبور می‌کردند یا خیر.  تشکیل این دریاچه‌های دیرینه در نهایت به یک باد موسمی قوی‌تر آفریقایی ناشی از انحراف محوری بالاتر و همزمانی اوج و حضیض زمین با اواخر ژوئیه و در نتیجه فصل بادهای موسمی مرتبط بود.  امروزه صحرای شرقی یکی از خشک‌ترین مکان‌های روی زمین است  زیرا از منابع رطوبت اقیانوسی بسیار دور است. 

### دریاچه
دریاچه بطلمیوس در قلمرو سودان امروزی واقع شده است.  تخمین‌ها از اندازه آن با تغییر کیفیت نقشه‌های منطقه‌ای تغییر کرده است: در ابتدا، اعتقاد بر این بود که به مساحت سطحی حدود ۲۷٬۰۰۰ کیلومتر مربع (۱۰٬۰۰۰ مایل مربع) رسیده است.  تحقیقات بعدی بر اساس نقشه‌های ارتفاعی قابل اعتمادتر نشان داد که مساحت آن از ۵٬۳۳۰ کیلومتر مربع (۲٬۰۶۰ مایل مربع) بیشتر نبوده است.  بعداً، نقشه‌های جدیدتر، مساحت‌های سطحی بزرگتری معادل ۸٬۱۳۳ کیلومتر مربع (۳٬۱۴۰ مایل مربع) را نشان دادند.

## زیست‌شناسی
دریاچه بطلمیوس دارای اکوسیستم متنوعی بود،  به ویژه در بخش جنوب غربی آن که شاخه‌های فرعی آن دلتا با محیط‌های متنوع را تشکیل می‌دادند؛ این محیط‌ها شامل کرانه رودخانها، نیزارها، دریاچه‌های کم‌عمق و باتلاق‌ها می‌شد.  گونه‌های گیاهی ثبت شده از دریاچه بطلمیوس شامل گونه‌های آکاسیا و گز (درخت) و همچنین کلیر می‌باشد.  سیستم‌های مختلف آبی به تکثیر گیاهان کمک می‌کردند.  پوشش گیاهی نیزار در سواحل جنوبی و غربی دریاچه شکل گرفته است،  و احتمالاً در کل محیط آن و گاهی اوقات به آب‌های آزاد گسترش یافته است.  وجود لوئی نشان می‌دهد که مراحل دریاچه کم‌عمق رخ داده است.  میکروبیالیت‌ها  و استروماتولیت‌ها نیز در سواحل دریاچه تشکیل شده‌اند و همراه با لیمنیت‌ها برای تعیین حدود سطح دریاچه استفاده می‌شوند. 